# Stazione di San Pietro Infine
La stazione di San Pietro Infine è una fermata ferroviaria posta sulla linea Rocca D'Evandro-Venafro. Fu costruita per servire il paese di San Pietro Infine, in provincia di Caserta, ma non fu mai attivata al servizio ferroviario.

## Storia
La fermata venne inaugurata il 4 aprile del 2001, qualche mese prima dell'inaugurazione del tratto completo tra le stazioni di Venafro e Rocca d'Evandro. L'unico utilizzo ufficiale della fermata risale a questo giorno, quando un convoglio di automotrici ALn 663 percorse la tratta da Venafro fino a qui, non essendo stato ancora ultimato il tratto rimanente fino a Rocca d'Evandro. Successivamente, la fermata fu abbandonata, senza essere mai servita da alcun treno, ed è stata oggetto di atti di vandalismo.

## Strutture e impianti
La fermata è composta da un piccolo fabbricato viaggiatori con pensilina, posto su un unico binario passante, con all'esterno un parcheggio per auto. I servizi igienici e la sala d'attesa situati all'interno sono stati danneggiati dagli atti vandalici che la stazione, impresenziata e mai attivata, ha subito.